# Georg Göthe
Anders Georg Göthe, född den 5 oktober 1846 i Stockholm, död den 14 maj 1933 i Djursholm, var en svensk konstforskare.
Göthe blev filosofie doktor 1875 och var från samma år amanuens vid Nationalmuseum i Stockholm. 1912–1916 var han intendent vid samma museum. Göthe utarbetade den första modernt vetenskapliga katalogen över museets utländska tavlor och utgav ett förtjänstfullt arbete om Sergel (1898), vidare Sergelska bref (1900), samt planschverket J. T. Sergels skulpturverk (1921). Han är begravd på Djursholms begravningsplats.